# Euprymna brenneri
Euprymna brenneri is een inktvissensoort uit de familie van de Sepiolidae. De wetenschappelijke naam van de soort werd voor het eerst geldig gepubliceerd in 2019 door Sanchez, Jolly, Reid, Sugimoto, Azama, Marlétaz, Simakov en Rokhsar.